# بيل كالهون
بيل كالهون (بالإنجليزية: Bill Calhoun)‏ هو لاعب كرة قاعدة أمريكي، ولد في 23 يونيو 1890 في روكمارت في الولايات المتحدة، وتوفي في 28 يناير 1955 في ساندرفيل في الولايات المتحدة.

## وصلات خارجية
- بيل كالهون على موقعبيزبول رفرنس.كوم (الدوري الرئيسي) (الإنجليزية)
- بيل كالهون على موقعبيزبول رفرنس.كوم (الدوري الثانوي) (الإنجليزية)